# Oi to the World!
Oi to the World! is het zesde studioalbum en een kerstalbum van de Amerikaanse punkband The Vandals dat werd uitgegeven op 8 oktober 1996 via hun eigen label Kung Fu Records. Het album werd door hetzelfde label in 2000 heruitgegeven met een andere hoes en een bonustrack.
Omdat de vaste drummer van The Vandals, Josh Freese, bezig was met andere projecten, hebben veel andere drummers op dit album meegespeeld, onder wie: Brooks Wackerman van Infectious Grooves en Suicidal Tendencies, Erik Sandin van NOFX en Rat Scabies van The Damned. Freese heeft nog wel drie nummers ingespeeld, en zijn broer Jason en zijn vader Stan hebben verschillende blaasinstrumenten ingespeeld.
Na de verschijning van het album heeft de band bijna ieder jaar opgetreden tijdens het traditionele kerstconcert Christmas Formal in Anaheim, waar zij meestal het complete album ten gehore brachten. Bij andere gelegenheden speelde de band nooit nummers van dit album, met uitzondering van het nummer Oi! To The World, dat bijna een vast nummer in het repertoire is geworden.

## Nummers
| 1.                 | A Gun for Christmas                                  | Warren Fitzgerald            | 3:01 |
| 2.                 | Grandpa's Last Xmas                                  | Fitzgerald                   | 2:11 |
| 3.                 | Thanx for Nothing                                    | Fitzgerald                   | 2:09 |
| 4.                 | Oi to the World                                      | Joe Escalante                | 2:15 |
| 5.                 | Nothing's Going to Ruin My Holiday                   | Fitzgerald                   | 2:24 |
| 6.                 | Christmas Time for My Penis                          | Fitzgerald, Dave Quackenbush | 3:16 |
| 7.                 | I Don't Believe in Santa Claus                       | Fitzgerald                   | 1:34 |
| 8.                 | My First Xmas (As a Woman)                           | Fitzgerald                   | 2:41 |
| 9.                 | Dance of the Sugarplum Fairies                       | Pjotr Iljitsj Tsjaikovski    | 1:19 |
| 10.                | Here I Am Lord                                       | traditional                  | 2:17 |
| 11.                | C-H-R-I-S-T-M-A-S (originally performed by The Yobs) | The Yobs                     | 1:47 |
| 12.                | Hang Myself from the Tree                            | Fitzgerald                   | 6:26 |
| Totale duur: 29:16 |                                                      |                              |      |

| 13.                | Overture | Fitzgerald | 3:57 |
| Totale duur: 33:46 |          |            |      |